# 汪克章
汪克章（1473年—？年），字叔憲，號東泉，山东兖州府寧陽縣民籍，浙江余姚县人。明朝政治人物。

## 生平
治《礼记》，由國子生中式弘治十四年（1501年）辛酉科山東鄉試第三十名舉人，年三十六歲中式正德三年（1508年）戊辰科會試第三百三十六名，第二甲第二十一名進士。初授刑部广东司主事，因反对刘瑾，被贬湖广安陆。正德五年八月刘瑾伏诛，复任刑部云南司主事，转本司员外郎，升广东按察司佥事，加授朝议大夫。致仕归乡，隐居四明（宁波）时，广收典籍，积书万余卷，藏于四桂堂。

## 家族
曾祖汪梦麟。祖汪彦昇。父汪瑚，字廷美，號萬松，義官，他建四桂堂，督訓四子，學俱成。母黄氏。永感下，兄恢（县丞）、憛、惚（听选官）、汪惇（贡士）、汪博（陰陽訓術）、弟克定、克思。
兄汪惇，正德六年进士。